# IQ-Diskont

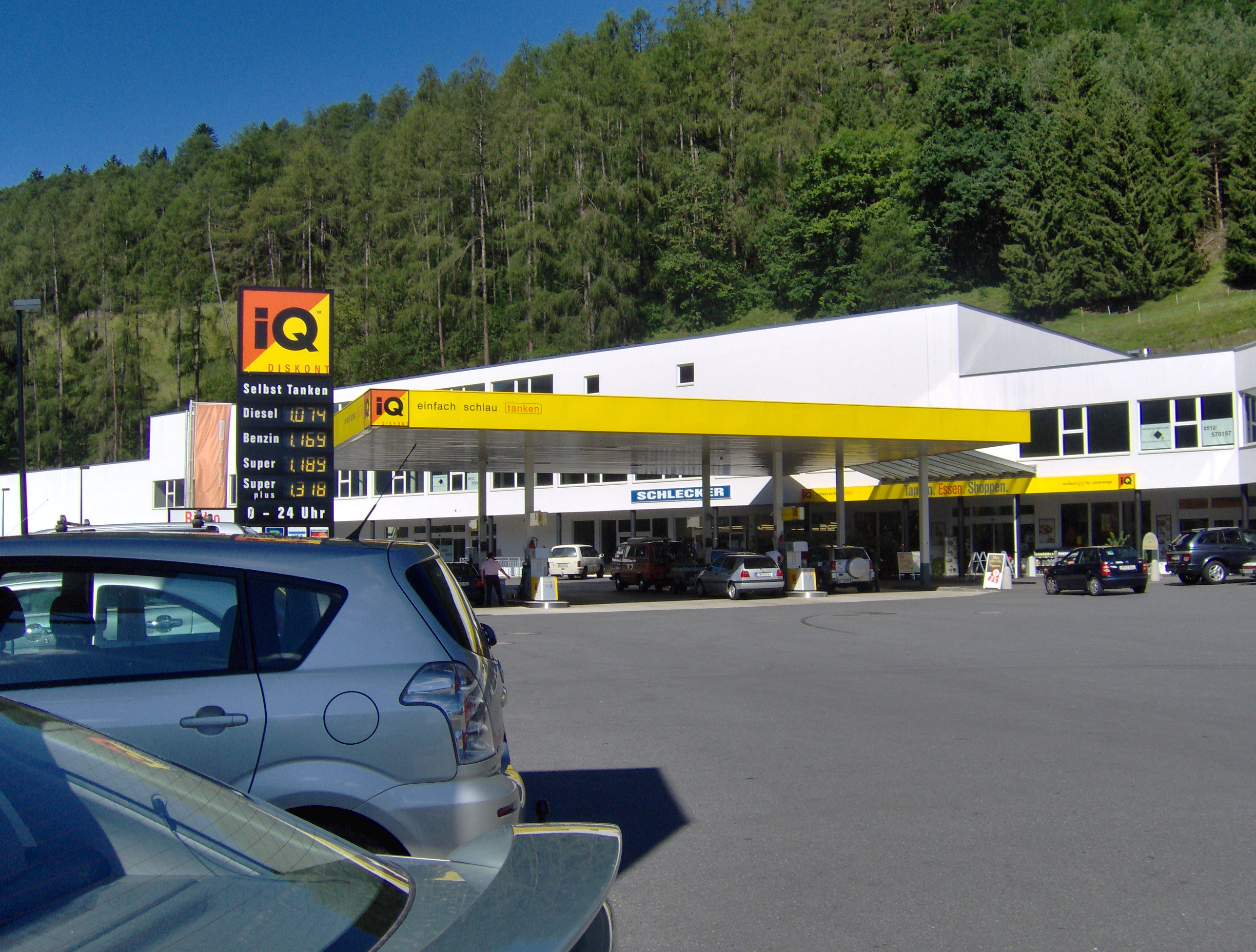
Tankstation van IQ-Diskont in Tarrenz

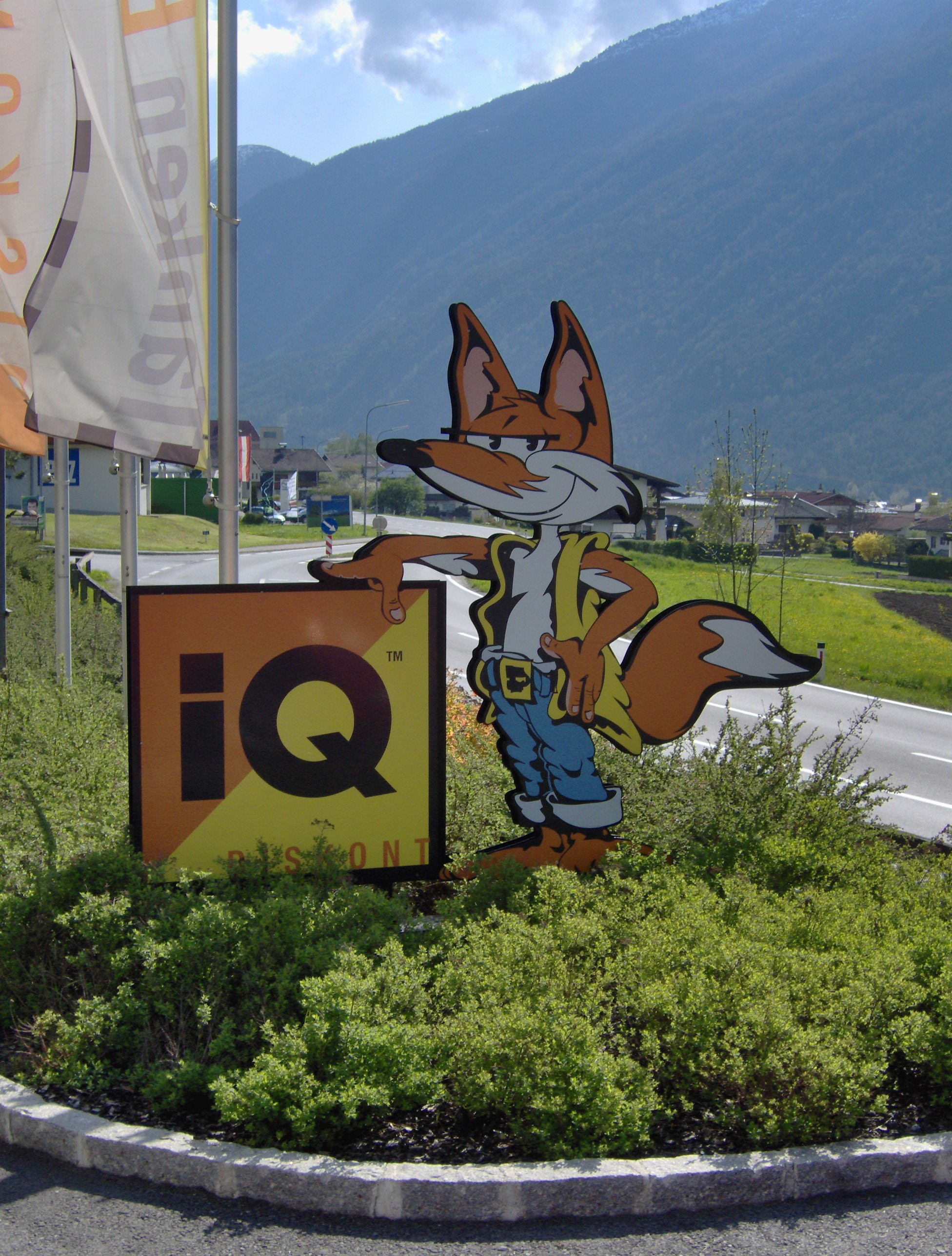
Logo van IQ-Diskont, met als mascotte een vos

IQ-Diskont is een Oostenrijks samenwerkingsverband van onafhankelijke tankstationondernemingen, die hun aardolieproducten gemeenschappelijk van de groothandel Julius Stiglechner GmbH & Co KG betrekken. Het systeem is opgezet als een franchisebedrijf. Door gezamenlijke inkoop kunnen brandstoffen tegen relatief lage prijzen worden verkocht.
De hoofdvestiging van de onderneming is gevestigd in Linz. IQ-Diskont ging in 1996 met twaalf tankstations in Opper- en Neder-Oostenrijk van start. Anno 2009 heeft IQ-Diskont 68 tankstations verspreid over heel Oostenrijk (met uitzondering van de deelstaten Vorarlberg en Burgenland).